# 阿德米尔
阿德米尔（葡萄牙語：Ademir，1960年1月6日—），巴西男子足球运动员，场上位置是中场。他曾代表巴西国奥队参加1984年和1988年夏季奥林匹克运动会足球比赛，获得二枚银牌。